# Martin Gould
Martin Gould (ur. 14 września 1981 w Londynie) – angielski snookerzysta. Plasuje się na 35. miejscu pod względem zdobytych setek w profesjonalnych turniejach, w sierpniu 2025 miał ich łącznie 251.

## Kariera zawodowa
W gronie profesjonalistów jest od roku 1999.
W 2002 roku został amatorskim mistrzem Anglii (dokonanie to powtórzył w roku 2007), po pokonaniu w finale Craiga Taylora. W tymże roku osiągnął półfinał mistrzostw Europy.
W 2003 roku wygrał 8 meczów w kwalifikacjach do mistrzostw świata, pokonawszy między innymi Alaina Robidouxa i Stephena Maguire'a, przegrał zaś z Patrickiem Wallace’em. Wystąpił w fazie głównej mistrzostw świata w 2009 i 2010 roku i osiągnął odpowiednio 1. i 2. rundę.
W lutym 2009 roku Gould pokonał w pierwszej rundzie turnieju Welsh Open Stephena Hendry'ego 5:3, w drugiej rundzie uległ 1:5 Joe Swailowi.
W 2011 roku po rewizji rankingu awansował na 16 miejsce, dzięki czemu w turnieju UK Championship 2011 wystąpił jako zawodnik rozstawiony (dotarł do drugiej rundy); pozycja w rankingu dała mu również udział w turnieju Masters, w którym przegrał w pierwszej rundzie z Shaunem Murphym.
W sezonie 2015/2016 odniósł swoje pierwsze zwycięstwo w turnieju rankingowym, pokonawszy w finale German Masters Lucę Brecela 9:5.
Przez pewien czas pracował na pół etatu jako krupier w kasynie w północnej części Londynu.
W sezonie 2018/2019 wygrał turniej Championship League Snooker 2019 pokonując 3-1 w finale Jacka Lisowskiego.
| Sezon   | Miejsce w Światowym rankingu snookerowym |
| ------- | ---------------------------------------- |
| 2008/09 | 63                                       |
| 2009/10 | 46                                       |
| 2010/11 | 21                                       |
| 2011/12 | 14                                       |
| 2012/13 | 25                                       |
| 2013/14 | 30                                       |
| 2014/15 | 26                                       |
| 2015/16 | 15                                       |
| 2016/17 | 17                                       |
| 2017/18 | 24                                       |
| 2018/19 | 32                                       |
| 2019/20 | 53                                       |
| 2020/21 | 25                                       |
| 2021/22 | 29                                       |
| 2022/23 | 62                                       |
| 2023/24 | 83                                       |